# Bombdådet i Myyrmanni
Bombdådet i Myyrmanni är en händelse den 11 oktober 2002 då en bomb detonerade i köpcentret Myyrmanni i Myrbacka, Vanda, Finland. Det var fredagskväll och många var ute för att göra inköp inför helgen. I köpcentret befann sig cirka 2 000 personer, många av dessa barn som kommit för att se en clown uppträda. Vid 19:30-tiden detonerade en hemmagjord bomb varvid bombens innehavare och sex andra personer omkom, varav en var en sjuårig flicka. 80 personer varav 10 barn skadades. 
Den första ambulansen anlände till Myyrmanni redan cirka tre minuter efter explosionen. Enligt de första uppgifterna som redovisades i media var orsaken en gasexplosion. Senare blev det klart att det var en bomb. 
Den som låg bakom dådet var Petri Gerdt, en 19-årig kemiteknikstuderande (född 17 april 1983) vid Esbo-Vanda tekniska yrkeshögskola. Ett av hans största intressen var explosiva ämnen, något som han diskuterade med andra intresserade på internet. Detta ledde till en diskussion i Finland om man borde ingripa mot artiklar om bland annat bombtillverkning på nätet. Motivet bakom dådet är oklart, men man tror att bomben exploderade för tidigt och att Gerdt inte hade för avsikt att begå självmord.
Bombdådet chockade djupt många finländare, eftersom bombdåd och mord i denna skala inte var vanligt i Finland. Även Vanda stads invånare, som inte upplevt några bombdåd sedan kriget, var chockade.

### Fotnoter
1. ↑  ”Bombattentatet i köpcentrumet i Finland 2002”. Socialstyrelsen. 12 mars 2002. http://www.diva-portal.org/smash/get/diva2:442117/FULLTEXT01.pdf. Läst 11 oktober 2015.